# Mickael Tanter
Pour les articles homonymes, voir Tanter.
Mickael Tanter est un physicien français né le 31 décembre 1970, directeur de recherche à l'INSERM et membre de l'Académie des Sciences. Il est fondateur et directeur jusqu'en 2024 de l'Institut de Physique pour la Médecine de Paris à l'ESPCI PSL Paris et directeur du premier accélérateur de recherche technologique de l'INSERM en ultrasons biomédicaux. Il est spécialiste d'imagerie médicale et de thérapie par ultrasons.

## Biographie
Diplômé de CentraleSupélec (promotion Supélec 1994), Mickael Tanter effectue son Mastère en physique à l’université Paris VII en 1995 puis son doctorat à l'ESPCI sous la direction de Mathias Fink. Il étudie l'application du concept de retournement temporel des ondes ultrasonores au traitement des tumeurs cancéreuses dans le cerveau. Après 5 années en tant que chargé de recherche au CNRS, il devient directeur de recherche à l'INSERM en 2005. En 2007, il crée l’unité Inserm Physique des Ondes pour la Médecine (Inserm/ ESPCI Paris / CNRS) à l’Institut Langevin et développe de nombreuses technologies biomédicales dans les domaines du diagnostic du cancer, des maladies cardiovasculaires, des neurosciences mais aussi de la thérapie extracorporelle par ultrasons,. Directeur adjoint de l'Institut Langevin de 2014 à 2018, il crée en 2019 l'institut Physique pour la Médecine Paris dont il devient le premier directeur .
Mickael Tanter a été membre du conseil scientifique de la région Ile de France de 2013 à 2017, lauréat d'un projet Equipex avec son équipe en 2013, d'un ERC Advanced Grant en 2014 et d'un ERC Synergy Grant en 2023. Il a obtenu de nombreuses distinctions nationales et internationales, dont le grand prix de la Fondation pour la Recherche Médicale en 2019, le Grand prix de la European Society for Molecular Imaging en 2018, le grand prix de Médecine et de la recherche médicale de la Ville de Paris. En 2017, il reçoit le Carl Hellmudth Hertz Award de la société internationale IEEE Ultrasonics pour « son introduction de multiples nouvelles technologies révolutionnaires d'imagerie médicale par ultrasons ayant un impact non seulement sur la recherche académique mais aussi sur l'industrie ». En 2019, il est élu membre de la European Academy of Science. En 2024, il est élu membre de l'Académie des Sciences.

## Travaux scientifiques

### Thérapie non invasive du cerveau par ultrasons
Au cours de sa thèse de doctorat, Mickael Tanter développe avec son directeur de thèse, Mathias Fink, une technique de focalisation des ondes basée sur le principe du retournement temporel  permettant d’apprendre à focaliser de manière adaptative les ultrasons à travers la paroi du crâne et ainsi réaliser une thérapie extracorporelle de pathologies cérébrales par ultrasons focalisés. Entre 1995 et 2015, avec Mathias Fink et Jean-François Aubry, Mickael Tanter développe ce concept de focalisation transcrânienne ultrasonore qui est aujourd’hui utilisé en clinique pour la chirurgie extracorporelle du cerveau par ultrasons focalisés.

### Échographie ultrarapide
Entre 1998 et 2015, avec Mathias Fink, Mickael Tanter développe une méthode d’imagerie permettant d’augmenter d’un facteur 100 la cadence des échographes, passant de 50 à 10 000 images par seconde. Cette révolution dans le domaine des ultrasons permet dorénavant de capter les phénomènes physiques du corps humain se produisant sur des temps très brefs. Elle permet notamment de suivre les vibrations mécaniques dans le corps humain. Cette invention débouche, en 2005, sur la création par Mathias Fink, Mickael Tanter et leur doctorant Jeremy Bercoff de l’entreprise Supersonic Imagine, première société à commercialiser un échographe ultrarapide clinique. À ce jour, plus de 2 700 appareils ont été installés dans les hôpitaux de plus de 80 pays. 

### Élastographie par ondes de cisaillement
En 2002, avec Jeremy Bercoff et Mathias Fink, Mickael Tanter combine l’échographie ultrarapide (10 000 images par seconde) à la génération d'ondes de cisaillement par force de radiation ultrasonore. En imageant la propagation de ces micro-vibrations au sein des organes, ils parviennent à imager de manière quantitative la rigidité locale des tissus humains et ainsi remplacer la palpation intuitive du médecin par une méthode d’imagerie précise à l’échelle millimétrique. En 2008, Mickael Tanter et Mathias Fink publient avec leur équipe les premiers résultats cliniques de cette méthode d’imagerie par ondes de cisaillement et échographie ultrarapide pour le diagnostic du cancer du sein. Entre 2008 à 2018, les deux chercheurs publient avec leurs collègues et étudiants de nombreuses preuves cliniques de l’intérêt de cette mesure quantitative de la rigidité des organes dans des applications allant du diagnostic du cancer du sein, du cancer de la thyroïde, de la fibrose hépatique jusqu’aux pathologies cardiaques et vasculaires. 

### Imagerie fonctionnelle du cerveau par ultrasons
Entre 2011 et 2021, Mickael Tanter et son équipe invente et développe une nouvelle technique d'imagerie fonctionnelle du cerveau basée sur l’utilisation d’ondes ultrasonores. Cette technique appelée ultrasons fonctionnels du cerveau (fUS Imaging) permet d’imager l’activité des neurones à l’échelle du cerveau entier en détectant les variations subtiles de flux sanguins dans les vaisseaux cérébraux avec une très bonne résolution spatiale et temporelle. Tout d’abord démontrée chez le rongeur, cette technique est ensuite étendue par l’équipe de Mickael Tanter à l’imagerie clinique notamment chez l’humain dans les premières semaines après la naissance ou encore durant les opérations chirurgicales. En 2015, Mickael Tanter créé avec ses collègues Ludovic Lecointre, Bruno Osmanski, Mathieu Pernot, Thomas Deffieux, et Zsolt Lenkei la société Iconeus qui commercialise aujourd’hui le premier système de neuroimagerie par ultrasons.  

### Super-résolution et Microscopie ultrasonore de localisation
En 2010, Mickael Tanter invente avec son collègue Olivier Couture une méthode d’imagerie permettant pour la première fois de voir de manière totalement non invasive un organe entier à échelle microscopique. Cette technique, baptisée Microscopie Ultrasonore de Localisation permet de voir la vascularisation d’un organe de ces plus grosses artères jusqu’à ses composants les plus petits, les capillaires, de quelques microns de diamètre. Une première étape importante est franchie en 2015 avec l’imagerie transcranienne de la vascularisation cérébrale chez le rongeur. Après plusieurs années d’effort, Mickael Tanter démontre en 2021 avec ses anciens étudiants Charlie Déméné et Justine Robin et leur collègue radiologue Fabienne Perren la possibilité d’une angiographie transcranienne jusqu’à la résolution microscopique chez l’homme.

### Thérapie non intrusive des valves cardiaques par ondes de choc guidées
Entre 2008 et 2020, Mickael Tanter développe avec ses collègues physiciens Mathieu Pernot, Mathias Fink et le cardiologue Emmanuel Messas une méthode de thérapie des valves cardiaques par ondes de choc ultrasonores. Ses travaux conduisent à la création d'une société française CardiaWave en 2015. En collaboration avec CardiaWave, les chercheurs développent un premier appareil capable de fragmenter à distance les microcalcifications contenues dans la valve cardiaque et ainsi lui rendre sa souplesse sans aucune intervention chirurgicale. Les premiers essais cliniques sont réalisés avec succès en 2020.

## Valorisation et Transfert industriel
Tout au long de sa carrière, Mickael Tanter a essayé de créer un cercle vertueux entre recherche académique, recherche clinique et transfert industriel. Il cherche en permanence à permettre aux inventions de son laboratoire d’être transférées vers le monde industriel pour les rendre plus rapidement accessible aux patients. Depuis 1998, les recherches auxquelles il a participé ont donné lieu à la création de six entreprises françaises (Echosens, Supersonic Imagine, CardiaWave, Iconeus, eMyoSound et SonoMind).  Mickael Tanter est aussi membre du conseil scientifique de la société française Aenitis et de la société américaine Verasonics. 

## Distinctions
- Elu membre de l'Académie des Sciences en Décembre 2024
- Prix des Innovateurs 2024 - Le Point (avec Emmanuel Messas et Mathieu Pernot)
- William Feindel Award of the Biomedical Imaging Network RBIQ, Montreal 2024 [17]
- Lauréat ERC Synergy en 2023 (avec Serge Picaud et  Anna Moroni)
- Prix recherche de la fondation Langlois en 2024 (avec Mathieu Pernot et Clement Papadacci)
- 2023 KU Leuven Ambassador's Chair Kulak, Leuven Belgium
- Ambassadeur France 2030 pour la recherche et l'enseignement supérieur depuis 2023
- 2022 Gordon Moore Professor of Caltech University, Pasadena USA
- Boerhaave Chair, Leiden University Medical Center, Netherlands 2021-2022 [18]
- Nommé pour le Prix de l’Inventeur Européen de l’année avec son confrère Mathias Fink en 2021[8]
- Membre élu de la European Academy of Science depuis 2019
- Fellow of the European Alliance for Medical and Biological Engineering & Science depuis 2019
- Grand prix de la European Society of Molecular Imaging (ESMI) en 2018
- Britton Chance Distinguished Lecture de la World Molecular Imaging Society en 2017
- Carl Hellmuth Hertz Award de la société internationale IEEE Ultrasonics en 2017
- Grand Prix de la Fondation pour la Recherche Médicale in 2016
- Outstanding Paper Award du journal international IEEE Transactions in Ultrasonics en 2015
- Grand Prix de la Fondation NRJ, Institut de France, Académie de Sciences en 2015
- Roberts Prize du journal Physics in Medicine and Biology en 2015 for the best paper of the year
- Distinguished Lecture en Biomedical Engineering de la CalTech university, 2015
- Carson-Zagzebski Distinguished Lecture de l’American Association of Physics in Medicine, 2015
- Prix Recherche de la fondation Langlois avec son équipe en 2015
- Prix de la fondation pour l’innovation thérapeutique Béatrice Denys avec Emmanuel Messas et Mathieu Pernot en 2015
- Prix OPECST-INSERM en 2014
- Grand Prix de Médicine et de la recherche Médicale - Jean Hamburger de la ville de Paris en 2012
- Honored Lecture de la Radiology Society of North America en 2012
- Prix Yves Rocard de la société française de Physique (S.F.P.) avec ses collègues Mathias Fink, Jeremy Bercoff et Jacques Souquet en 2011
- Sylvia Sorkin Greenfield Award de l’American Association of Physicists in Medicine en 2011
- Prix Montgolfier de la Société d’Encouragement de l’Industrie Nationale en 2010
- Prix Leon Brillouin de la SEE et de la société internationale IEEE en 2010.
- Outstanding Paper Award de la revue internationale IEEE Transactions in Ultrasonics en 2010
- Prix Frederic Lizzi de l’International Society of Therapeutic Ultrasound en 2009